# Gaston Mendy
Gaston Xavier Mendy (22 novembre 1985) è un ex calciatore senegalese, di ruolo difensore.

## Carriera

### Club
Il 1º gennaio 2018 viene acquistato a titolo definitivo dalla squadra rumena del Dunărea Călărași.